# Tunisia ai Giochi della XX Olimpiade
La Tunisia partecipò ai Giochi della XX Olimpiade che si sono svolti a Monaco di Baviera dal 26 agosto all'11 settembre 1972, con una delegazione di 35 atleti impegnati in 5 discipline per un totale di 11 competizioni. Il bottino della squadra, alla sua quarta partecipazione ai Giochi, fu di una medaglia d'argento conquistata ancora una volta da Mohammed Gammoudi, che era già salito sul podio olimpico a Tokyo 1964 e Città del Messico 1968.

## Medaglie
| Medaglia | Nome              | Sport            | Evento     |
| -------- | ----------------- | ---------------- | ---------- |
| Argento  | Mohammed Gammoudi | Atletica leggera | 5000 metri |